# Massdisposition
Begreppet massdisposition används framför allt i samband med stora väg- och järnvägsprojekt, som ibland kan medföra att stora kvantiteter jord- och bergmassor blir över när man gräver sig genom terräng eller spränger sig fram igenom berg.
Massdisposition syftar till att på ett listigt sätt flytta på uppkomna massor till nya platser så att de gör mesta möjliga nytta. Det kan till exempel handla om att anlägga bullervallar, motorbanor eller att skapa tomtmark för hamnverksamhet, industri, handel med mera.